# Кашф-э хиджаб

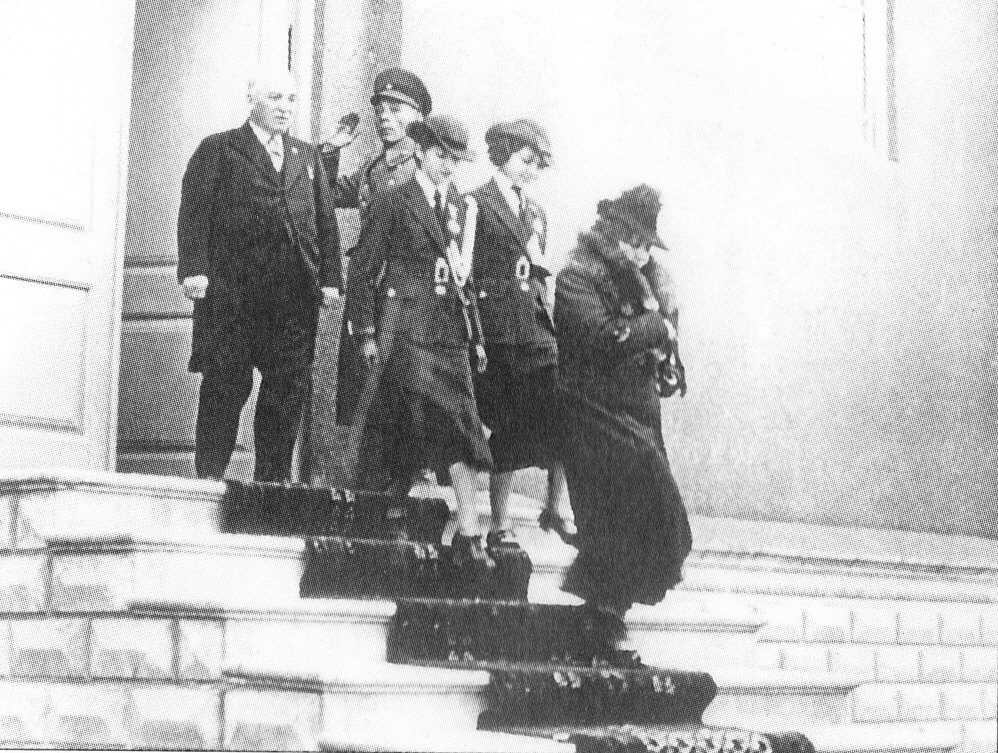
Реза Пехлеви, его жена Тадж ол-Молук и дочери — Шамс и Ашраф, 8 января 1936 г.

8 января 1936 года шах Реза Пехлеви издал указ, известный как Ка́шф-э хиджа́б (перс. ‎ کشف حجاب, лит. «Открытие»), запрещающий все исламские вуали (включая платки и чадру), указ, который был быстро и решительно осуществлен. Правительство шаха также запретило многие виды мужской традиционной одежды. С тех пор вопрос о хиджабе стал неоднозначным в иранской политике. Одно из непреходящих наследий Реза Пехлеви — это превращение ношения одежды в неотъемлемую проблему иранской политики.

## Реформа одежды
В 1936 году Реза Пехлеви запретил ношение чадры и призвал иранцев принять европейскую одежду, чтобы способствовать построению нации в стране со многими племенными, региональными, религиозными и классовыми отличиями.
Шах, следую по примеру Турции, во внутренней политике по модернизации страны стремился увеличить участие женщин в жизни общества. В этом деле шаху помогали как шахиня, так и другие женщины шахской семьи, когда они начали выполнять публичные представительские обязанности в качестве образцов для подражания для женщин, участвующих в публичном обществе, и они также сыграли активную роль в качестве образцов для подражания в Кашф-э хиджаб.
«Открытие» женщин имело огромное символическое значение для обеспечения участия женщин в жизни общества, и шах ввел реформу постепенно, чтобы не вызывать беспорядков. В то время как женщин-учителей поощряли снять чадру в 1933 году, а школьниц и студенток в 1935 году, официальное заявление об снятии чадры было сделано 8 января 1936 года, и шахиня и её дочерям отводилась важная роль в этом событии. В тот день Реза Пехлеви присутствовал на выпускной церемонии Тегеранского педагогического колледжа с шахиней и двумя дочерями, одетыми в современную одежду без чадры. Шахиня раздавала дипломы, а шах говорил о том, что мнение половины населения игнорируется, и говорил женщинам, что будущее теперь в их руках. Это был первый раз, когда иранская шахиня появилась на публике. После этого шах опубликовал фотографии своей семьи без исламской вуали, и их ношение не было обязательным по всему Ирану.

## Сопротивление указу
Чтобы обеспечить выполнение этого указа, полиции было приказано физически снимать чадру с любой женщины, которая носила его публично. Женщин избивали, с них срывали головные уборы и чадры, а в их домах проходили обыски.
До отречения Резы Шаха в сентябре 1941 года многие женщины просто решили не покидать свои дома, чтобы избежать конфронтации с властями, а некоторые даже покончили жизнь самоубийством, чтобы не снимать хиджаб из-за обязательного указа. Гораздо более серьёзная эскалация насилия произошла летом 1935 года, когда Реза Пехлеви приказал всем мужчинам носить котелки в европейском стиле. Это спровоцировало массовые ненасильственные демонстрации в июле в городе Мешхеде, которые были жестоко подавлены имперской армией, в результате чего погибли от 100 до 500 человек (включая женщин и детей).

## Критика
Некоторые западные историки заявили, что это было бы прогрессивным шагом, если бы женщины действительно решили сделать это сами, но этот запрет унизил и оттолкнул многих иранских женщин, поскольку его последствия были, из-за влияния традиционных верований, сравнимой с гипотетической ситуацией, когда европейским женщинам внезапно приказали выйти на улицу без верхней одежды. Некоторые историки отмечают, что запрет Реза Пехлеви на ношение вуали и его политика не были замечены в Турции Ататюрка. Указ Реза Пехлеви подвергся критике со стороны британского консула в Тегеране: 
«Помимо хлеба насущного, на людей больше всего влияет то, что касается кодекса социальных привычек, который в исламе одобряется религией. Среди мусульман иранцы не являются фанатиками. Открытие женщин, открывшееся в прошлом году, нападает на социальный консерватизм людей не меньше, чем на их религиозные предрассудки. Прежде всего, как и призыв в армию, он символизирует неуклонное проникновение в их повседневную жизнь влияния, которое влечет за собой большее вмешательство извне и увеличение налогов. Но можно легко преувеличить популярный эффект открытия; это революция для зажиточных горожан, но ниже по шкале, где женщины выполняют ручной труд на открытом воздухе, его влияние как на привычки, так и на семейный бюджет уменьшается до тех пор, пока среди племенного народа всех степеней они сравнительно невелики. Следовательно, сопротивление среди большей части людей было пассивным и, там, где оно существовало, проявлялось в нежелании старшего поколения выходить на улицу. Одно дело – запретить женщинам носить чадру; другое дело – заставить их свободно общаться с мужчинами».
.
По словам нынешнего Высшего руководителя Ирана Али Хаменеи, эта политика была направлена на «искоренение огромной силы веры» в мусульманских обществах, что стало возможным благодаря тому, что он назвал «порядочностью женщин», поскольку, по его мнению, хиджаб предотвращал страдания мусульманских женщин от «злонамеренного насилия», жертвами которого он считал женщин на Западе, и то, что, по его мнению, заставляло людей проявлять озабоченность сексуальными желаниями.

## Последствия
Одно из непреходящих наследий Реза Пехлеви — это превращение одежды в неотъемлемую проблему иранской политики. При следующем правителе Мохаммеде Резе Пехлеви официальные меры были немного смягчены, и ношение вуали или чадры больше не считалось преступлением, но при его режиме чадра стала значительным препятствием на пути к восхождению по социальной лестнице, поскольку считалась признаком отсталости и показатель принадлежности к низшему классу. Дискриминация в отношении женщин, носящих головной платок или чадру, по-прежнему была широко распространена, государственные учреждения активно препятствовали их использованию, и даже некоторые рестораны отказывались принимать женщин, которые их носили. Этот период характеризуется дихотомией между меньшинством, считавшим ношение чадры признаком отсталости, и большинством, не считавшим так.
Несмотря на все юридическое давление и препятствия, большая часть иранских женщин продолжала носить вуали или чадры, вопреки широко распространенным противоположным утверждениям. Ранее, в середине 1930-х годов, только четыре тысячи из 6,5 миллиона иранских женщин рисковали посещать общественные места без чадры, почти все в Тегеране и состояли в основном из дочерей высшего класса с западным образованием, жен-иностранок недавно вернувшихся из Европы и женщины среднего класса из меньшинств.

## Революционная реакция
В 1970-х некоторые считали хиджаб признаком «добродетели», а Пехлеви считали его отказом от своего правления, и многие работающие женщины из среднего класса начали использовать его добровольно. Это стало неким оппозиционным женским способом выражения революционного «требования уважения и достоинства», а не признаком отсталости. Некоторые оппозиционеры стали рассматривать женщин в откровенных одеждах как жертв «вестернизации», как «суперпотребителей» продуктов империализма, пропагандистов «коррумпированной западной культуры», подрывающей «мораль общества». Революционная пропаганда бедных и традиция вернули чадре популярность среди оппозиции, и женщины из разных классов носили хиджаб по разным причинам, в том числе в знак протеста против отношения к женщинам как к сексуальным объектам. Это больше не считалось помехой, а расширением прав и возможностей, открывающим доступ к публичным сферам без сексуальных домогательств. В отличие от прошлого, тысячи женщин в чадрах участвовали в религиозных процессиях вместе с мужчинами, когда они также выражали свои антишахские протесты.